# Louis Charles d'Hervilly
Pour les articles homonymes, voir Hervilly (homonymie).
Louis Charles Le Cat, comte d'Hervilly (26 février 1755, Paris, paroisse Saint-Paul – 14 novembre 1795, Londres ), marquis de Leschelles, est un officier militaire royaliste durant la Révolution.

## Biographie

### Début de carrière
Il est le fils de Louis-Michel César Le Cat d'Hervilly, marquis de Leschelles, seigneur de Devise, Hiron, Chigny, la Flamengrie, Dury, lieutenant au Régiment du Roi-infanterie, en 1745 ; et de Rose Adélaïde de Castille de Chenoise. Il est l'oncle maternel d'Adèle de Bellegarde, issue du mariage de sa sœur Marie Charlotte Adélaïde Le Cat d'Hervilly avec Robert-Eugène-François Noyel de Bellegarde, marquis des Marches.
Le 7 octobre 1778, à Balleroy, il épouse Marie Louise Augustine de La Cour de Balleroy (1758-1830).
Il sert dans les armées du Roi pendant la guerre d'Indépendance américaine, comme sous-lieutenant au régiment d'infanterie du Roi (1770), lieutenant (1778), attaché comme capitaine au régiment d'Auxerrois (1779), il prend part au combat de Savannah, prend rang de colonel (1780), aide maréchal général des logis au corps de l'état-major de l'armée (1784).
À son retour en France en 1783, d'Hervilly reçoit un brevet de colonel. Il commande le régiment de Rohan-Soubise en garnison à Rennes, où il assure le maintien de l'ordre.

### Début de la Révolution
Le 25 mai 1790 et le 10 avril 1791, quand la ville de Nantes connaît des troubles, c'est d'Hervilly et son régiment qui rétablissent l'ordre, à la demande du maire. Fidèle au Roi, il refuse d'acclamer le drapeau tricolore et refuse que ses soldats acclament la Nation.
Promu Maréchal de camp, d'Hervilly commande en 1791 les gardes à cheval de la Garde constitutionnelle du Roi. Fidèle à celui-ci et n'ayant pas émigré, il participe à la défense du Palais des Tuileries avec le maréchal de France, de Mouchy (1715-1794), le 20 juin 1792. Il veille sur la sûreté de Louis XVI et de sa famille pendant toute cette journée révolutionnaire[réf. nécessaire].
Le 10 août 1792, d'Hervilly supplie en vain le Roi de l'autoriser à aller à l'arsenal chercher les armes de ses hommes. Il accompagne la famille royale à l'Assemblée. C'est lui qui est chargé de porter aux Gardes suisses l'ordre de cesser le feu[réf. à confirmer].
Louis XVI ayant été conduit à la prison du Temple, d'Hervilly se décide à émigrer. Il passe en Belgique, puis en Grande-Bretagne.

### Débarquement de l'Armée des émigrés à Quiberon
À Londres, d'Hervilly obtient l’autorisation de lever un régiment, l’une des unités de l’Armée des émigrés. La plupart des hommes sont des vétérans des guerres du continent, venant de Brême ou de Toulon. Des émigrés bretons, des prisonniers français et des canonniers toulonnais font que son régiment compte rapidement 1 500 hommes. Les officiers sont d’anciens officiers de l’émigration et de nombreux officiers de marine L’ensemble des régiments est divisé en 4 brigades, mais ce sont de faibles bandes composées d’anciens officiers et de prisonniers venant des armées de la République ou de sa marine.
En 1795, d'Hervilly est nommé commandant de la première division du corps d’émigrés, destinée à opérer un débarquement en Bretagne.
Joseph de Puisaye, qui a la confiance de Pitt, est nommé coresponsable, avec d'Hervilly, de ce débarquement. Il est pourvu du titre de lieutenant général, avec pleine autorité sur les royalistes de l’intérieur en Bretagne et en Normandie. C’est un proche du futur Charles X, et d'Hervilly et le Régent, futur Louis XVIII, pensent à tort qu'il est un orléaniste et qu’il veut attirer l’armée des émigrés dans un piège. D'Hervilly est hostile au projet de Quiberon, comme son prince et préfèrerait débarquer en Vendée.

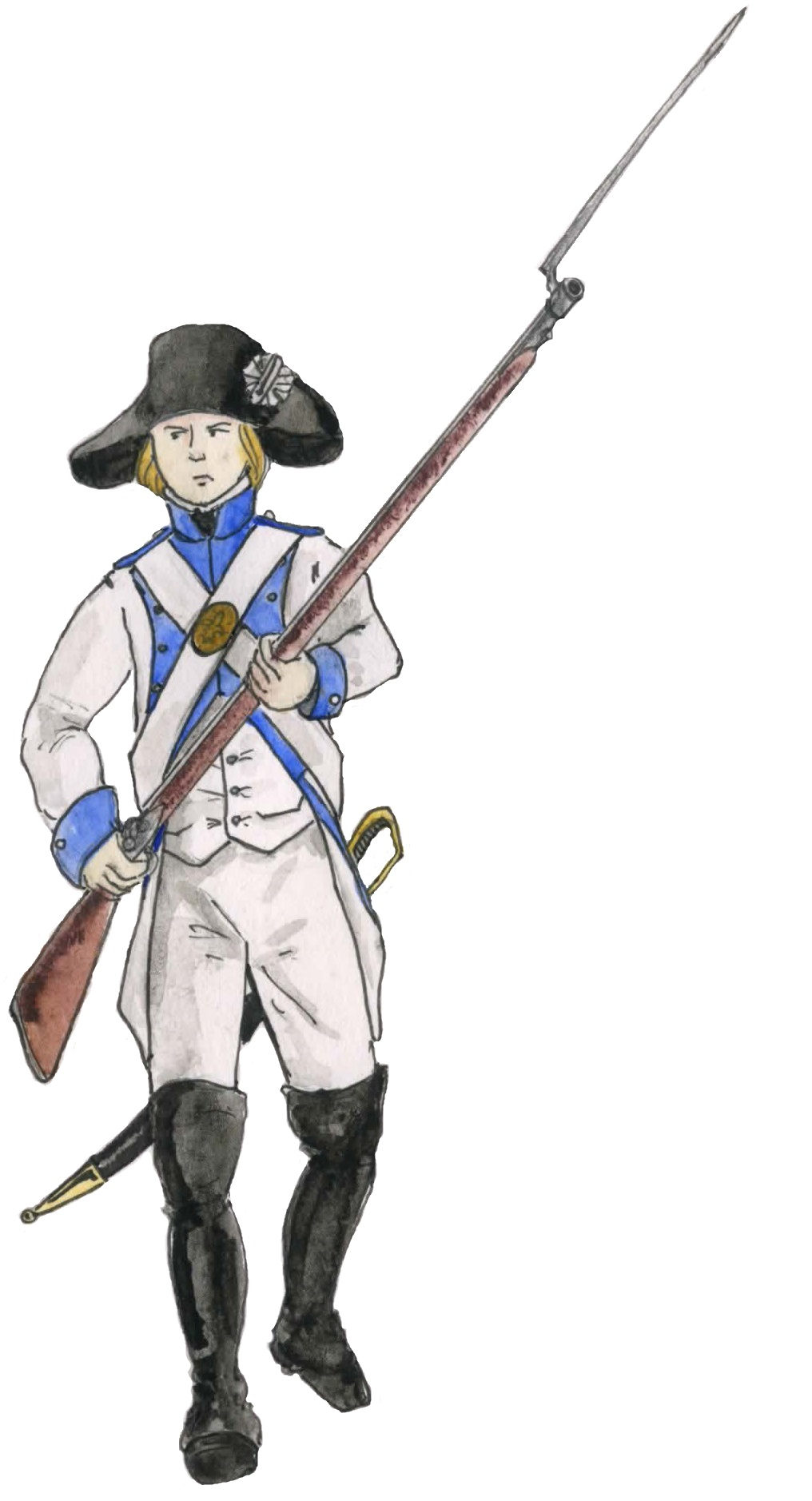
Soldat du Régiment d'Hervilly.

Le 26 juin 1795, les Britanniques mouillent l’ancre devant Quiberon. Cependant, une première dispute éclate entre Puisaye et d'Hervilly. Le premier veut effectuer une action rapide, un débarquement immédiat afin de profiter de la désorganisation des Républicains. Mais d'Hervilly s'y oppose, car le jour même, il a reçu une lettre de Charles Brottier qui accuse Puisaye d'être un agent de l'Angleterre, et affirme que ses plans sont hostiles au retour des Bourbons. Brottier encourage d'Hervilly à la prudence et à n'obéir qu'après avoir mûrement réfléchi aux ordres. Une journée est perdue en missions de reconnaissance.
Les Républicains, menés par le général Hoche, viennent rapidement contrer ce débarquement. Des combats ont lieu du 30 juin au 21 juillet 1795. La mésentente entre les émigrés et les 15 000 chouans a des résultats catastrophiques. Les chouans sont des paysans mal armés et peu disciplinés. La puissance de feu de l’artillerie des républicains et leur habitude des combats provoquent la déroute des émigrés et des chouans.
Louis Charles d’Hervilly, grièvement blessé à la poitrine, meurt à Londres des suites de ses blessures le 4 novembre 1795. Le régiment d’Hervilly est licencié le 24 décembre 1795. Louis Charles d’Hervilly est inhumé au cimetière de la vieille église de Saint-Pancrace.

### Mariage et descendance
Louis Charles d'Hervilly épouse à Balleroy (Calvados) le 7 octobre 1778, Augustine Marie Louise de La Cour de Balleroy (1759-1830), fille de Charles Auguste de La Cour, marquis de Balleroy, seigneur du Vernay, Le Tronquay, Montfiquet, lieutenant général des armées du Roi, commandeur de l'Ordre royal et militaire de Saint-Louis, et d'Adélaïde Sophie Elisabeth de L'Epinau. Durant la Révolution, elle résida à Balleroy avec ses filles. Dont trois filles :
- Ernestine d'Hervilly (Paris, paroisse Saint Paul, 1781 - Caen, 7 octobre 1802, 15 vendémiaire an XI), mariée avec Joseph Gabriel de Raymond de Nougarède. Sans postérité ;
- Julienne Blanche Louise d'Hervilly (Paris, 5 janvier 1784 - Estrées-Deniécourt, 5 avril 1854), mariée en 1803 avec Auguste de Caffarelli, comte de l'Empire, aide de camp de Napoléon 1er, général, Pair de France, grand officier de la Légion d'honneur (1766-1849), dont postérité ;
- Louise Charlotte Thaïs d'Hervilly (Paris, 10 mars 1792 - Estrées-Deniécourt 5 décembre 1884), mariée en 1811 avec Louis François César, comte d'Hervilly, son cousin, lieutenant-colonel de chasseurs, conseiller-général de la Somme, chevalier de Saint Louis (1788-1853). Dont uniquement une fille : Louise Catherine Julienne d'Hervilly (1813-1888), mariée en 1832 avec Jean Florian Hervé, comte de Kergorlay, député de la Manche (1803-1873).